# Mind Your Language
Mind Your Language byl britský sitcom, který měl premiéru na ITV roku 1977 a vysílán byl do roku 1986. Produkovala ho společnost London Weekend Television a režíroval Stuart Allen. London Weekend Television natočila v letech 1977 až 1979 tři série a v roce 1985 (nebo 1986 ve většině regionů ITV) byla krátce obnovena se šesti původními členy obsazení.
Seriál zobrazuje lidi z různých zemí s různým sociálním zázemím, náboženstvím a jazyky, kteří existují ve stejné třídě a učí se angličtinu jako cizí jazyk.
Seriál se odehrává na jazykové škole pro dospělé v Londýně a zaměřuje se na kurz ESL (angličtina jako druhý jazyk), který vyučuje Jeremy Brown, jenž učí skupinu cizinců.

## Hlavní postavy
Barry Evans (42 epizod) jako Jeremy Brown, učitel angličtiny jako druhého jazyka a ústřední postava většiny seriálu. Je to dobromyslný, upřímný svobodný muž po třicítce, který žije sám (kromě své siamské kočky Josephine, kterou zmiňuje ve filmu „Zkouška“) a má bakalářský titul z Oxfordské univerzity. Byl přijat v pilotním díle 1. série, ve kterém byl varován, že studenti dohánějí předchozího učitele k šílenství. Pan Brown je připraven na výzvu, ale často ho rozčilují kreativní interpretace angličtiny ze strany studentů.
George Camiller (42 epizod) jako Giovanni Cupello, stereotypní italsko-britský katolický kuchař, mluvčí třídy a faktický třídní dozorce. Je nejlepším přítelem Maxe, který se stává jeho spolubydlícím. Giovanniho hlavním problémem s angličtinou je porozumění metaforám a dlouhým slovům, i když často schválně odpovídá špatně, aby pobavil třídu. Pana Browna často nazývá profesori. Když je šokován nebo překvapen, často používá chytlavé fráze jako „Santa Maria“, „Okey Cokey“, „Buona sera“ nebo „Holy ravioli“. Omlouvá se slovem scusi, což v italštině znamená „omlouvám se“. Má propracovanou sadu křestních jmen: Giovanni Vincenzo Marco Dino Alberto Leonardo atd. Jeho příjmení se v závěrečných titulcích někdy píše „Capello“.
Kevork Malikyan (29 epizod) jako Maximillian Andrea Archimedes Papandrious (1.–3. série), stereotypní pracovník řecké ortodoxní přepravní agentury z Atén, který je často ve společnosti s Giovannim. Stejně jako Giovanniho jej přitahuje Danielle, ale jak seriál postupuje, všichni tři se spřátelí. Max má tendenci špatně chápat metafory a dlouhá slova. Příkladem chyby byla situace, kdy ho pan Brown požádal, aby uvedl slovo začínající písmenem l, a on řekl „elephant“ (z Hello Sailor – 1. série, 10. epizoda). Má také silný přízvuk, což vede k tomu, že si na začátek téměř každého slova, které začíná samohláskou, přidává „h“. Později sdílí byt s Giovannim, se kterým je blízkým přítelem; tyto dvě postavy ovládají angličtinu nejlépe ze všech studentů v seriálu.
Robert Lee (29 epizod) jako Tarō Nagazumi (1.–3. série), japonský manažer elektroniky, který pracuje jako zástupce londýnské pobočky fiktivní japonské elektronické společnosti Bushido Electronics. Anglicky mluví docela plynně, ale má ve zvyku přidávat –o téměř ke každému slovu, které řekne (například v „thank-o“, „England-o“ atd.) a vždy odpoví "Aah so!" („Aha!“) a ukloní se, kdykoli je osloven. Na začátku seriálu se kvůli politickým neshodám mezi Japonskem a Čínou v 70. letech 20. století hádá se Su-Lee, ale později se spřátelí. Většinou nosí fotoaparát v koženém pouzdře zavěšeném na krku.
Jamila Massey (29 epizod) jako Jamila Ranjha (1.–3. série), stereotypní indická žena v domácnosti ze Šimly. Když poprvé přijde do třídy, sotva mluví anglicky - když se pan Brown zeptá na její jméno, křičí v hindštině, a když konečně pochopí, napíše své jméno na tabuli v urdštině (جميلہ), protože ho neumí napsat anglicky. Ačkoli v 1. sérii potřebuje Aliho, aby jí překládal, ve 3. sérii vykazuje výrazné zlepšení a je schopna komunikovat anglicky bez jakékoli pomoci. Často oslovuje pana Browna „Masterji“ (hindština zhruba znamená „učitel“ nebo „profesor“ s úctou) a jejím sloganem na začátku seriálu je „gud hefening“ (tak vyslovuje „dobrý večer“). Často si do třídy nosí své pletení. V epizodě „Vinna či nevinna“, kdy přísahá na Bibli, že bude říkat pravdu, je ukázána jako křesťanka. Od epizody „A Point of Honor“ nosí náhrdelník s křížkem, ale ve stejné epizodě naznačuje, že buddhismus je pravým náboženstvím, když se o tom studenti hádají. Také v epizodě „Patřím do Glasgow“ se křižuje spolu s Juanem, Danielle, Maxem a Giovannim.
Pik-Sen Lim (27 epizod) jako Chung Su-Lee (1.–3. série), stereotypní čínská komunistka, která pracuje jako sekretářka na čínském velvyslanectví. Nikdy ji nevidíme bez Rudé knížky Mao Ce-tunga, ze které často cituje a neustále si plete zvuky r a l. Na začátku seriálu měla ostrou ideologickou rivalitu s Tarem, svým japonským spolužákem, ale později v seriálu se jí často spěchá bránit, když ji nebo Čínu nějaká postava urazí. Když cituje předsedu Maa, pan Brown odpoví: „To je věc názoru.“
Ricardo Montez (42 epizod) jako Juan Cervantes, španělský katolický barman s optimistickým pohledem na svět. Juan se neustále směje sám sobě, je si jistý svými odpověďmi, i když jsou zcela chybné. Na začátku seriálu Juan téměř nemluví anglicky (kromě epizody „Volání inspektora“, kde popisuje slečnu Courtneyovou jako „Úžasná, velmi dobrá!“) a na všechno odpovídá: „Por favor?“ (prosím), což nutí Giovanniho přeložit mu některé klíčové pojmy (protože španělština a italština mají mnoho vzájemně srozumitelných slov). Kvůli tomu se oba často hádají kvůli nedorozumění. Jeho typickou větou je „S'all right!" a někdy jako omluvu říká také "Sorry", což ale zní jako "S'all right!"
Albert Moses (42 epizod) jako Ranjeet Singh, zaměstnanec indického londýnského metra z Paňdžábu a nábožensky založený sikh. V první epizodě si ho pan Brown spletl s Pákistáncem, když ho požádal, aby se posadil vedle svého „krajana“ Aliho Nadima. Má dobrou slovní zásobu, ale má tendenci si plést všeobecné znalosti a když je opraven, vždycky sepne ruce a řekne  "Thousand apologies!" („Tisíc omluv!“). Když se rozzlobí, pohrozí svým trýznitelům bojovým uměním. Obvykle přichází do třídy pozdě. V epizodě „Osud horší než smrt“ se ve škole objevila žena jménem Surinder a on všem řekl, že byli jako děti zasnoubení, ale že si ji už nechce vzít. Často se s Alim střetává, ale v pozdějších epizodách se z nich stanou přátelé.
Dino Shafeek (29 epizod) jako Ali Nadim (1.–3. série), muslim z Láhauru v Pákistánu. Náboženské a kulturní rozdíly ho často přivádějí do konfliktu s Ranjeetem. Patří k nejpoctivějším a nejpracovitějším studentům ve třídě, což ho i pana Browna občas dostává do problémů. Pracoval v restauraci Taj Mahal Tandoori v Putney, ale na začátku seriálu je nezaměstnaný a později si najde práci obchodního cestujícího. Je ženatý a jeho žena Rehana se objevuje v epizodách „Better to Have Loved and Lost“ a „What a Tangled Web“; v té druhé se jim narodilo dítě.
Françoise Pascal (29 epizod) jako Danielle Favre (1.–3. série), zamilovaná mladá francouzská katolická au pair, která okamžitě upoutá pozornost všech mužů, včetně pana Browna. Její dobrý vzhled často rozptyluje Giovanniho a Maxe od jejich odpovědí, zatímco pan Brown se s ní často ocitá ve zdánlivě inkriminujících pozicích a ona je k němu silně přitahována. Štve ji, když se do třídy přidá Ingrid, což vyvolává rivalitu o pozornost pana Browna.
Jacki Harding (42 epizod) jako Anna Schmidt, stereotypní západoněmecká žena, která pracuje jako au pair. Ve svém úvodu se zmiňuje o „německé efektivitě“; je to tedy pilná studentka, občas klade legitimní otázky a v průběhu seriálu správně odpovídá na otázky pana Browna. Jejím hlavním problémem je míchání hlásek v a w. Také své věty interpunkčně doplňuje německými slovy. Je prokázáno, že má výjimečnou fyzickou sílu a nikdy se nezdráhá ji projevit, často udeří spolužáky (například Maxe), pokud se s ní pokusí flirtovat. V jedné epizodě říká, že luteránství bylo pravým náboženstvím, zatímco se studenti hádají, ale v epizodě „Jak se má váš otec?“ říká, že po smrti neexistuje život.
Anna Bergman (21 epizod) jako Ingrid Svenson (2. a 4. série), švédská au pair, která se do třídy připojí na začátku 2. série. Je atraktivní a přímočará, co se týče její přitažlivosti k panu Brownovi, což vyvolává rivalitu mezi ní a Danielle. Jejím hlavním problémem s angličtinou je slovosled, často si pletou slova, například „ty za já otázka odpověď“. Na konci 2. série přechází na jinou školu, ale vrací se v nezávisle produkované 4. sérii.
Zara Nutley (42 epizod) jako Dolores Courtney, ufňukaná a panovačná ředitelka školy. Slečna Courtney má velkou nechuť k mužskému pohlaví, považuje ženy za nadřazené mužům a dává přednost učitelkám. Váhá s najmutím pana Browna, ale neochotně ho dá na měsíční zkušební dobu. Ráda se neohlášeně staví do učebny angličtiny, aby zkontrolovala pokrok studentů pana Browna, a často odchází zklamaná. V raných létech málem utekla s mužem, ale otec ji chytil a poslal domů. Ukázalo se však, že jí v té době bylo pouhých šest let a „muži“ osm. Její křestní jméno bylo zmíněno pouze v epizodě „Brief Re-Encounter“. Má magisterský titul z Oxfordu.
Iris Sadler (20 epizod) jako Gladys (1.–3. série), čajová dáma ve školní jídelně, nejčastěji označovaná jako „Gladys, čajová dáma“. Je to temperamentní a přátelská žena po sedmdesátce. Ve 3. sérii se ukáže, že je vdova. Má přátelský vztah se Sidneym i panem Brownem. Často přemlouvá pana Browna a pomlouvá slečnu Courtneyovou.
Tommy Godfrey (20 epizod) jako Sidney (1.–3. série), školník, drsný a darebácký šedesátník z Cockney, který mluví rýmovaným slangem. Pouze slečna Courtneyová ho oslovuje celým jménem; všichni ostatní mu říkají Sid. Nemá rád svou dlouholetou partnerku a na jejich výročí nosí černou kravatu. Přestože není ženatý, běžně ji označuje za svou ženu. Je nedoslýchavý, což často vede k nedorozuměním. Má velký rád alkohol a lstí přiměje studenty, aby mu koupili pití a dali mu peníze. Také krade ze školy školní potřeby a prodává je. Je přátelský s panem Brownem i Gladys.
Gabor Vernon (8 epizod) jako Zoltan Szabo (2. série), Maďar z Budapešti. Anglicky téměř nemluví, neustále říká „Bocsánat?“ (maďarsky „Pardon?“) a při komunikaci se spoléhá na svou slovníček. Juan a Giovanni ho učí mnoho slangových výrazů, ale stále je nejhorším řečníkem ve třídě. V epizodě „All Present If Not Correct“ má anglickou přítelkyni, ale ta ho zmlátí poté, co jí dá urážlivý dopis, který měl pan Brown v úmyslu doručit slečně Courtneyové. Má rád hudbu a kouzelnické triky, což naznačuje, že pracuje jako bavič, a po skončení 2. série se vrací do Maďarska.
Zara Nutley (42 epizod) jako Dolores Courtney, ufňukaná a panovačná ředitelka školy. Slečna Courtney má velkou nechuť k mužskému pohlaví, považuje ženy za nadřazené mužům a dává přednost učitelkám. Váhá s najmutím pana Browna, ale neochotně ho dá na měsíční zkušební dobu. Ráda se neohlášeně staví do učebny angličtiny, aby zkontrolovala pokrok studentů pana Browna, a často odchází zklamaná. V raných létech málem utekla s mužem, ale otec ji chytil a poslal domů. Ukázalo se však, že jí bylo v té době pouhých šest let a „muži“ osm. Její křestní jméno bylo zmíněno pouze v epizodě „Brief Re-Encounter“. Má magisterský titul z Oxfordu.
Iris Sadler (20 epizod) jako Gladys (1.–3. série), prodavačka čaje ve školní jídelně, nejčastěji označovaná jako „Gladys, prodavačka čaje“. Je to temperamentní a přátelská žena po sedmdesátce. Ve 3. sérii se ukáže, že je vdova. Má přátelský vztah se Sidneym i panem Brownem. Často také pomlouvá slečnu Courtneyovou.